# Smardze (osada leśna w województwie wielkopolskim)
Smardze – osada leśna w Polsce położona w województwie wielkopolskim, w powiecie kępińskim, w gminie Trzcinica.
W latach 1975–1998 miejscowość administracyjnie należała do województwa kaliskiego.